# Stryker
El Stryker es un vehículo de transporte blindado de personal de ocho ruedas producido por General Dynamics a partir del LAV III, que a su vez fue desarrollado basándose en el MOWAG Piranha.

## Antecedentes
Desde la administración Carter el Ejército de los Estados Unidos evaluaba el empleo de blindados con ruedas en lugar de cadenas. El menor coste de mantenimiento y operativo, el menor peso y la facilidad de operarlos encajaban en el concepto de las Fuerzas de Despliegue Rápido que en ese momento se diseñaban para operar en caso de crisis en el golfo Pérsico.
Dentro de este marco el Ejército de los Estados Unidos desarrolló una nueva doctrina de guerra terrestre llamada "intercepción en el campo de batalla", que promovía la utilización de blindados de combate ágiles que pudieran moverse entre las pesadas formaciones blindadas enemigas, que fueran aerodesplegables y ambivalentes ante amenazas distintas, como las guerras de baja intensidad y los despliegues de emergencia. Todo esto favoreció que el Ejército de los Estados Unidos comenzara a analizar el empleo de blindados sobre ruedas, sobre todo después de que los Marines adquirieran un modelo y lo emplearan en combate.
Llegada la década de los noventa, durante las operaciones del Ejército de los Estados Unidos en Kosovo, se evidenciaron graves problemas de desplegabilidad de las fuerzas blindadas. El Ejército de los Estados Unidos decidió que sus fuerzas eran demasiado pesadas y esto amenazaba el despliegue de fuerzas terrestres. El Ejército de los Estados Unidos analizó el modelo francés, que había organizando la “Force d’Action Terrestre” dotada de blindados ligeros sobre ruedas y aerotransportable en aviones de transporte táctico.
El resultado fue la creación de la doctrina de uso de las nuevas unidades de combate, polivalentes ante adversarios armados con equipo pesado o ligero. Se determinó que el equipo base sería un vehículo sobre ruedas (al igual que el modelo francés) con distintas versiones que permitieran cumplir con todos los roles de combate sobre un mismo chasis. A finales del año 2000 el Ejército de los Estados Unidos hizo una prueba de evaluación entre 35 modelos de blindados de ruedas diferentes en Fort Knox, siendo el ganador el vehículo canadiense LAV-III de General Dynamics, basado en el Mowag Pirahna.

## Diseño
El vehículo viene en varias versiones con un motor, transmisión, sistemas hidráulicos, ruedas, llantas, diferenciales y la transferencia comunes. Dos excepciones son el M1130, vehículo de mando, y el M1133, vehículo de evacuación médica, que tienen una unidad de aire acondicionado. El médico también tiene un vehículo de mayor capacidad generadora. Un reciente programa de actualización permite un reequipamiento para añadir unidades de aire acondicionado a todas las variantes

## Energía y características mecánicas
Para su alimentación el Stryker utiliza un motor diésel Caterpillar común en el Ejército de los Estados Unidos. 
Los diseñadores se esfuerzan por aligerar el mantenimiento del vehículo: el equipamiento de la mayoría de los cables, mangueras, sistemas mecánicos y con los mecanismos de desconexión rápida, el motor y la transmisión pueden ser extraídos y reinstalados en aproximadamente dos horas, lo que permite que la reparación de los turbocompresores y muchos otros componentes se realice fuera del vehículo. 
Por razones de obsolescencia, el motor Caterpillar 3126 fue sustituido recientemente por un motor Caterpillar C7. El C7 común comparte un bloque motor con el 3126.

## Comando, control y orientación
El vehículo cuenta con visión térmica y tanto el conductor como el tirador tienen un periscopio que les permite ver el exterior del vehículo sin exponerse a peligros. El artillero tiene un campo de casi 360 grados de visión, el conductor, un poco más de 90 grados.

## Características de protección
El blindaje se ha hecho más grueso que el diseño original. El sistema automático de extinción de incendios tiene sensores en el motor y los compartimentos de tropas que activan uno o más extintores, que también pueden ser activados por el conductor. 
Los tanques de combustible están montados en el exterior y diseñados para volar lejos del casco en caso de explosión. 
El QBRN mantiene el sistema de compartimento de la tripulación hermético a presión positiva. Hay planes para agregar el Boomerang contra francotirador y anti-RPG.

## Características de movilidad
El vehículo puede alterar la presión en los ocho neumáticos para adaptarse a las condiciones del terreno. El sistema avisa al conductor si la velocidad del vehículo es superior a la recomendada por la presión de los neumáticos. A continuación, se inflan automáticamente los neumáticos hasta ajustar la presión. El sistema puede también advertir al conductor de un neumático desinflado, aunque el Stryker está equipado con los neumáticos run flat, lo que permite mover el vehículo durante varias millas antes de que el neumático se deteriore por completo. 
A diferencia de muchos transportes blindados de personal, el Stryker no es un vehículo anfibio, pero puede vadear el agua hasta la parte superior de sus ruedas. 
En agosto de 2004, la Fuerza Aérea de los Estados Unidos comprobó con éxito que se podía lanzar un Stryker en paracaídas desde un C17. De todas formas es demasiado pesado para poder ser levantado por helicópteros.

## Uso en combate
Por la guerra en Ucrania, Estados Unidos envió 90 unidades de este vehículo a dicha nación.
El 7 de noviembre y con un video de confirmación, se muestra como, con el uso de un ATGM, el ejército ruso destruye un Stryker. El 12 de noviembre y con un video de confirmación, se muestra como un dron FPV ruso deja fuera de combate a un Stryker. El 15 de noviembre del 2023 se confirmó la destrucción de uno de estos vehículos el cual presenta una gran perforación en su blindaje .

## Variantes

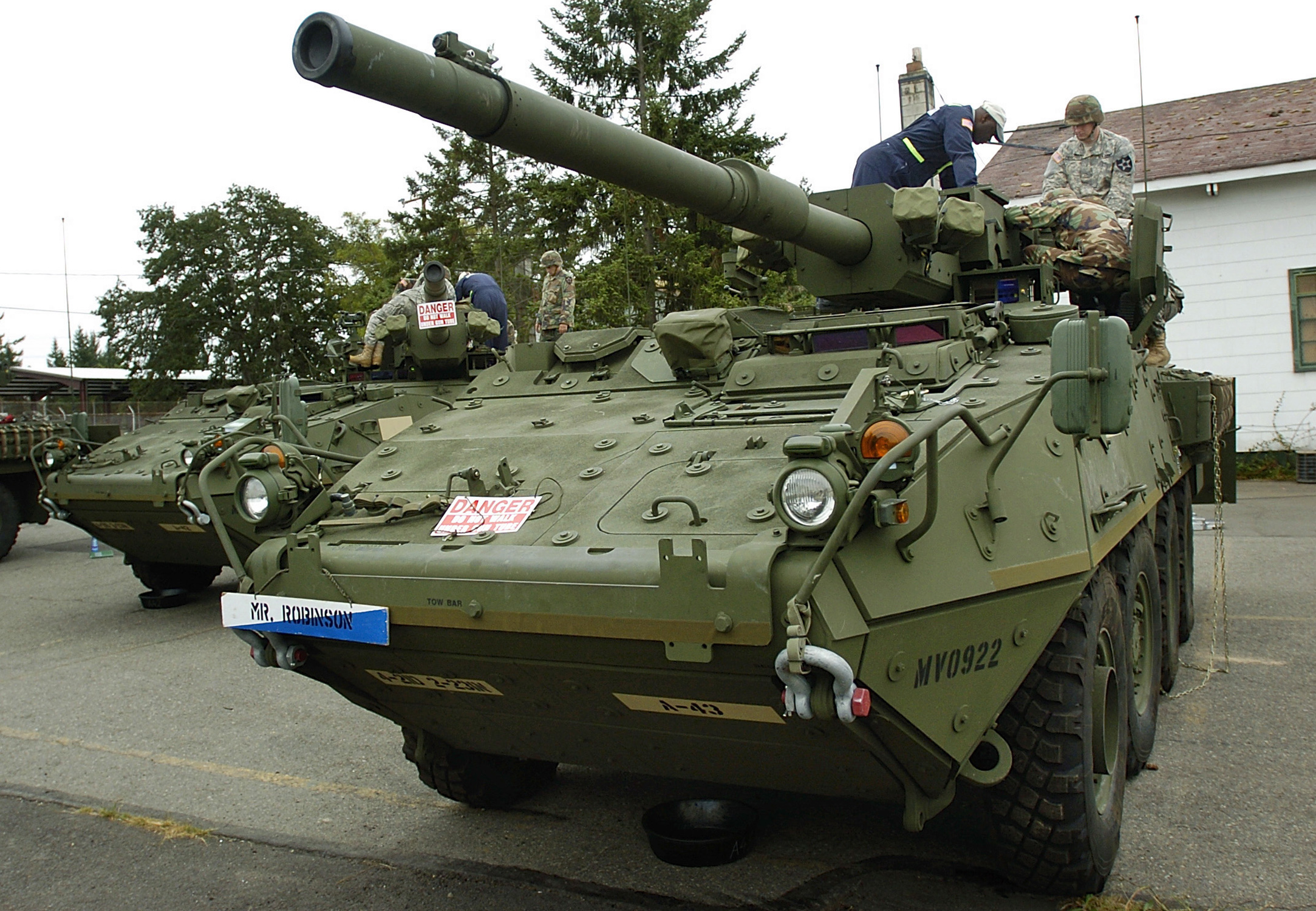
M1128 Stryker Mobile Gun System.

El diseño modular del chasis del Stryker posibilita una amplia gama de variantes. La versión principal es el Vehículo de Transporte de Infantería (ICV), pero existen muchas otras configuraciones:
- M1126 Vehículo de infantería (ICV) (Infantry Carrier Vehicle)
- M1127 Vehículo de reconocimiento (RV) (Reconnaissance Vehicle)
- M1128 Sistema de cañón móvil (MGS) (Mobile Gun System)
- M1129 Portador de mortero (MC) (Mortar Carrier)
- M1130 Vehículo de mando (CV) (Commander's Vehicle)
- M1131 Vehículo de apoyo contra incendios (FSV) (Fire Support Vehicle)
- M1132 Vehículo de escuadra de ingenieros (ESV) (Engineer Squad Vehicle)
- M1133 Vehículo de evacuación médica (MEV) (Medical Evacuation Vehicle)
- M1134 Vehículo de misiles guiados antitanque (ATGM) (Anti-Tank Guided Missile Vehicle)
- M1135 Vehículo de reconocimiento nuclear, biológico, químico (NBC RV) (Nuclear, Biological, Chemical, Reconnaissance Vehicle)
- Mxxxx Obús autopropulsado (SPH) (Stryker Self-Propelled Howitzer) (experimental)

## SHORAD
El 5º Batallón, 4º Regimiento de Artillería de Defensa Aérea entrena con prototipos de la plataforma de Defensa Aérea de Corto Alcance y Maniobra (M-SHORAD) durante un ejercicio de entrenamiento en BPTA, Polonia, en febrero de 2022.
En febrero de 2018, el Ejército anunció que los vehículos Stryker serían modificados con sensores y armas para cumplir con un requisito provisional de Defensa Aérea de Corto Alcance y Maniobra (M-SHORAD, por sus siglas en inglés). Esto es en respuesta a una brecha de capacidad identificada en Europa contra los vehículos aéreos no tripulados (UAV) rusos. Con el enfoque anterior en la lucha en el Medio Oriente, el Ejército de los EE. UU. había descuidado las capacidades SHORAD. En futuros conflictos, se teme que no puedan confiar en el dominio aéreo para contrarrestar las aeronaves enemigas. Además de desplegar AN/TWQ-1 Avengers y desplegar misiles Stinger portátiles, los Strykers deben actualizarse para ganar tiempo para construir una solución de defensa aérea móvil duradera.[48]
Debido a que el Avenger basado en Humvee sin blindaje carece de supervivencia y alcance para mantenerse al día con las fuerzas de maniobra y contener a las aeronaves enemigas en territorio en disputa, se planean cuatro batallones con un total de 144 Stryker SHORAD, y la primera batería de 12 sistemas se desplegó en 2020. La plataforma Stryker fue elegida porque tiene mejor protección y en cuanto a consideraciones de tamaño, peso y potencia, especialmente por la posibilidad de integrar un arma de energía dirigida en el futuro. La primera unidad en equiparse con ellos será el 4º Batallón, 5º Regimiento de Artillería de Defensa Aérea. El Ejército planeó seleccionar la configuración de armas para instalar en el vehículo a fines de 2018.
En junio de 2018, el Ejército eligió a Leonardo DRS para suministrar el paquete de equipo de misión, que se asoció con Moog Inc. para integrar la Plataforma de Armas Integradas Reconfigurables (RIwP) en el vehículo. El sistema puede equiparse con un pod Stinger y rieles de misiles Longbow Hellfire y viene equipado con un cañón automático M230LF de 30 mm y la ametralladora coaxial M240 de 7,62 mm, así como capacidades de desactivación no cinética y un radar hemisférico multimisión a bordo (MHR) de RADA Electronic Industries.
El Ejército eligió a DRS debido a la flexibilidad de la torreta reconfigurable para permitir oportunidades de crecimiento y opciones de armas alternativas. Representó una menor intrusión en la plataforma del vehículo existente, ya que tienen el deseo de mantener el Stryker lo más común posible en toda la flota, y brindó una mayor protección ya que la tripulación puede recargar municiones bajo blindaje. Está previsto que los 144 sistemas M-SHORAD se entreguen en 2022.
La torreta puede montar un pod Stinger de cuatro disparos o dos misiles Hellfire en cada lado. La recarga del M230LF y los Stingers se puede hacer a través de escotillas en el techo, lo que brinda una protección parcial. El sistema puede actuar en un papel secundario anti-vehículo, ya que el cañón de 30 mm es más grande que el cañón de 25 mm montado en el M2 Bradley y el Hellfire tiene un alcance mayor que los misiles TOW que suelen utilizar los vehículos terrestres.
En septiembre de 2020, el Ejército otorgó a General Dynamics el contrato IM-SHORAD por valor de $1.2 mil millones, para entregar 144 vehículos durante cinco años. El primer pedido fue de 28 vehículos por $230 millones. Los primeros cuatro vehículos Stryker M-SHORAD se desplegaron en Alemania en abril de 2021 como parte del 5.º Batallón, 4.º Regimiento de Artillería de Defensa Aérea bajo el 10.º Comando de Defensa Aérea y de Misiles del Ejército. Se desplegará un batallón completo en septiembre de 2021.

## Coste
El coste unitario de la compra inicial ICVS Stryker (sin complementos) fue de 3 millones de dólares en abril de 2002. En mayo de 2003, el coste por vehículo era de 1,42 millones de dólares.

## Usuarios

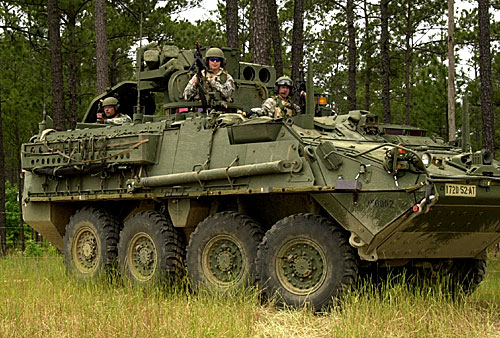
M1134 Stryker ATGM.

### Actuales
- Estados Unidos
  - Ejército de los Estados Unidos: Las demás variantes como el M1126 infantry carrier vehicle (ICV) - M1127 reconnaissance vehicle (RV) - M1129 mortar carrier (MCV-B) - M1130 commander's vehicle (CV) - M1131 fire support vehicle (FSV) - M1132 engineer squad vehicle (ESV) - M1133 medical evacuation vehicle (MEV) - M1134 anti-tank guided missile vehicle (ATGM) - M1135 nuclear, biological, chemical, reconnaissance vehicle (NBCRV) y M1296 Dragoon del Stryker. No tienen aún, un año oficial de baja fijado por el US Army. Actualmente, el plan es mantenerlas al menos hasta mediados de la década de 2030, con un programa de modernización en curso que incluye:
  - Casco en doble V (Double-V Hull, DVH) para mayor protección contra minas e IED.
  - Nuevos motores más potentes.
  - Sistemas de armas de 30 mm (Stryker Dragoon) y estaciones remotas de armas con misiles Javelin.
  - Mejoras en comunicaciones, sensores y protección electrónica.

- Ucrania [4]
  - Fuerzas Armadas de Ucrania: Se han donado entre 365 a 400 unidades en diferentes configuración a las Fuerzas Armadas de Ucrania.[5]

- Macedonia del Norte [6]
  - Ejército de Macedonia del Norte: Han recibido y operar un total de 42 vehículos blindados Stryker, distribuidos entre varias variantes (Infantry Carrier Vehicles, Mortar Carrier Vehicles y Command Vehicles).

- Argentina [7]
  - Ejército Argentino:En julio de 2025, el ministro de Defensa Luis Petri, firmó una Carta de Aceptación (LOA) con Estados Unidos para la adquisición de 8 vehículos Stryker M1126 8×8, los cuales se espera recibir entre finales de 2025 e inicios de 2026.
  - Antes de este acuerdo en 2020, EE.UU. había autorizado la venta de 27 Stryker M1126 como parte de una propuesta de modernización sin embargo, esa propuesta nunca se concreto.
  - Medios como Infobae señalan que existe un proyecto, más ambicioso que contempla 207 blindados Stryker destinados al Ejército Argentino, para tareas como control fronterizo, Fuerza de Despliegue Rápido o ayuda para catástrofes naturales, pero carece en la actualidad de financiación.

- Colombia [8]
  - Ejército Colombiano: Opera actualmente 32 vehículos blindados Stryker (M1126 ICV/DVH) — también conocidos localmente como “Gladiator” — entregados durante 2013–2014 bajo contrato con General Dynamics Land Systems-Canada.

- Tailandia [9] [10]
  - Real Ejército Tailandés: La compra se realizó mediante varios lotes: 70 en el año fiscal 2019, 50 en 2020 y 10 en 2021, sumando un total de 130 unidades adquiridas. Esta adquisición fue realizada bajo el mecanismo de venta militar extranjera (FMS), con parte pagada por el gobierno tailandés y parte donada por EE.UU.
  - En agosto de 2022, llegó un nuevo lote de 10 vehículos al puerto de Laem Chabang, confirmando que el RTA (Royal Thai Army) ya contaba con 130 Strykers en su inventario.

### Retirados
- Estados Unidos
- Ejército de los Estados Unidos: En mayo de 2021, el Ejército anunció la retirada completa del M1128 mobile gun system para el fin del año fiscal 2022, debido a su obsolescencia, problemas con el cañón, el cargador automático y la falta de protección “double-V hull” (casco en doble V).[11]

### Ofertas fallidas
Chile
- Ejército de Chile: M1126 Stryker  concursa en la licitación del proyecto cromo que busca reemplazar a los envejecidos Mowag Piranha del Ejército de Chile. Se espera, la coproducción con FAMAE, DTS defensa y SISDEF. Entre 450 a 500 unidades a fabricar, compite con Patria AMV - Terrex ICV - Freccia IFV - K808 White Tiger - BMC ALTUG 8X8 - ARMA 8X8 Otokar - Pandur II - Iveco SuperAV.[12][13][14]
- Desclasificado del proyecto Cromo junto con Freccia IFV y Pandur II. Por no otorgar, transferencia tecnológica, coproducción y solo, la adquisición de unidades existente almacenadas. El motor diésel Caterpillar JP-8 de 350 HP, Caterpillar C-7 304 HP y Caterpillar 3126 de 470 HP. No cumple con el requerimiento del proyecto, mínimo de motores turbo diésel Euro V o superior con una potencia mínima de 550 HP y un torque mínimo de 2.500 Nm.
- El proyecto Cromo ha sido modificado y ampliado para contemplar, tres lotes de adquisición de un modelo de vehículos blindados de transporte de persona, además de un lote adicional destinado a un modelo de vehículo de alta movilidad. La primera fase prevé la compra de 80 unidades de transporte blindado de personal, la segunda 100 y la tercera más de 300 vehículos coproducidos. Los modelo de vehículo de alta movilidad en competencia son Roshel Senador, Oshkosh L-ATV, Otokar Cobra II, Hunter TR-12 y el Hawkei.[12][13][15]

 Perú
- Ejército del Perú: El ministerio de defensa de Estados Unidos aprobó la posible venta de 178 de estas unidades para el Perú. El 2 de mayo de 2024, Hyundai Rotem anunció que se exportarían 30 vehículos K808 White Tiger a Perú en virtud de un contrato por valor de 60 millones de dólares, desechando la oferta de los stryker.

 Canadá
- Ejército de Canadá: Canadá originalmente ordenó 66 vehículos Stryker Mobile Gun System en 2005 que se esperaba que llegaran en 2007. En 2006, las Fuerzas Armadas Canadienses pidieron a su gobierno que cancelara la adquisición por la mala protección de artefacto explosivo improvisado (AEI).

 Israel
- Ejército de Israel: Las Fuerzas de Defensa de Israel (IDF) habían recibido tres variantes de Stryker para pruebas, la primera de las cuales eran vehículos de producción temprana y no incluían armadura adicional. En 2008, las FDI comenzaron a recibir vehículos blindados pesados de transporte de personal Namer diseñado y producidos localmente.

 Lituania
- Ejército de Lituania: En 2015, el Consejo de Defensa del Estado de Lituania eligió el GTK Boxer (vehículo de combate blindado) de fabricación alemana en lugar del Stryker de fabricación estadounidense. El requisito de Lituania de que el primer lote, se entregara en 2017 y la falta de pruebas del cañón de 30 mm de Stryker fueron las razones.

## Usuarios de derivados del Stryker
Aunque el Stryker es un vehículo específico del Ejército de Estados Unidos basado en el chasis del LAV III, varios países utilizan vehículos blindados derivados o basados en esta familia de 8×8 de General Dynamics, que comparten muchas características con el Stryker pero no siempre se les denomina así oficialmente:
 Canadá
- Ejército de Canadá

Operador original del LAV III, que es la base sobre la cual se desarrolló el Stryker. Canadá emplea el LAV III y sus variantes en el Ejército Canadiense.
 Australia
- Ejército Australiano

Opera el vehículo blindado ASLAV (Australian Light Armoured Vehicle), derivado del LAV III y que comparte diseño y tecnología con el Stryker.
 Nueva Zelanda
- Ejército de Nueva Zelanda

Opera el vehículo blindado NZLAV.
 Chile
- Cuerpo de Infantería de Marina de Chile

Opera el vehículo blindado NZLAV.
 Arabia Saudita
- Guardia Nacional Saudita

Adquirió vehículos blindados basados en el chasis LAV III, pero no utiliza el Stryker directamente.
 Singapur
- Fuerzas Armadas de Singapur

Usa vehículos blindados derivados de la familia LAV con muchas similitudes técnicas.

### Desarrollos relacionados
- Piranha I

-  AVGP
-  LAV-25
  -  ASLAV

- Piranha IIIH

-  LAV III

### Vehículos similares
- FNSS PARS
- VBCI
- Boxer MRAV
- Patria AMV
- BTR-90
- VBM Freccia
- Pandur II
- BTR-3
- BTR-4
- ZBL-09
- 8x8 Dragón